# Tipula (Trichotipula) prolixa
Tipula (Trichotipula) prolixa is een tweevleugelige uit de familie langpootmuggen (Tipulidae). De soort komt voor in het Nearctisch gebied.